# ألفرد كليفتون هيوز
ألفرد كليفتون هيوز (بالإنجليزية: Alfred Clifton Hughes)‏ هو كاهن كاثوليكي أمريكي، ولد في 2 ديسمبر 1932 في بوسطن في الولايات المتحدة.

## وصلات خارجية
- ألفرد كليفتون هيوز على موقع إن إن دي بي (الإنجليزية)